# Hugo (Colorado)
Hugo è un centro abitato (town) degli Stati Uniti d'America, capoluogo di contea della contea di Lincoln dello Stato del Colorado. Nel censimento del 2000 la popolazione era di 885 abitanti.

## Geografia fisica
Secondo i rilevamenti dell'United States Census Bureau, Hugo si estende su una superficie di 2,5 km².